# Березовский, Виктор Антонович
Виктор Антонович Березовский (15 ноября 1904 года, деревня Калинино, ныне Слуцкий район, Минская область — 12 декабря 1973 года, Ленинград) — советский военный деятель, Полковник (1943 год).

## Начальная биография
Виктор Антонович Березовский родился 15 ноября 1904 года в деревне Калинино ныне Слуцкого района Минской области.

## Военная служба

### Довоенное время
В ноябре 1926 года был призван в ряды РККА и направлен красноармейцем в 4-й корпусной артиллерийский полк (Белорусский военный округ). В 1927 году при этом же полку окончил полковую школу, после чего продолжил служить на должности младшего командира сверхсрочной службы.
В 1929 году вступил в ряды ВКП(б), а в октябре 1930 года был направлен на учёбу в Одесскую артиллерийскую школу, после окончания которой в апреле 1932 года был назначен на должность командира взвода в составе 2-й артиллерийской бригады (Ленинградский военный округ), в ноябре того же года — на должность командира взвода батареи обслуживания 1-й артиллерийской школы имени Красного Октября, в феврале 1933 года преобразованной во 1-ю Ленинградскую артиллерийскую школу.
В 1937 году окончил трёхмесячные окружные военно-хозяйственные курсы в Ленинграде.
В январе 1939 года был назначен на должность помощника командира по материально-техническому обеспечению 1-го корпусного артиллерийского полка (Ленинградский военный округ), после чего принимал участие в ходе советско-финской войны. Полк в составе 7-й армии действовал на выборгском, а после переподчинения 13-й армии — на кексгольмском направлениях. За успешное выполнение поставленных задач в ходе боевых действий Виктор Антонович Березовский был награждён медалью «3а боевые заслуги».
В сентябре 1940 года был назначен на должность помощника командира по материальному обеспечению 47-го артиллерийского полка (10-й стрелковый корпус, 8-я армия, Прибалтийский военный округ).

### Великая Отечественная война
С началом войны Березовский находился на прежней должности. 47-й артиллерийский полк в составе 8-й армии (Северо-Западный фронт) принимал участие в ходе приграничного сражения, во время которого вёл оборонительные боевые действия против превосходящих сил противника на Шяуляйском укреплённом районе. Вскоре полк отступал по направлению на Ригу и далее на Пярну, после чего в августе вёл оборонительные боевые действия в районе Таллина. В конце августа остатки 10-го стрелкового корпуса, в том числе и 47-й артиллерийский полк, при помощи кораблей Балтийского флота были эвакуированы в Ленинград, после чего были включены в состав Ленинградского фронта. 47-й артиллерийский полк с сентября 1941 года в составе 42-й армии принимал участие в боевых действиях на подступах к Ленинграду.
В апреле 1942 года был назначен на должность помощника командира по снабжению 14-го гвардейского корпусного артиллерийского полка, в сентябре — на должность заместителя командира по тылу 13-й стрелковой дивизии (42-я армия), а в сентябре 1943 года — на должность заместителя командира по тылу Ленинградского контрбатарейного артиллерийского корпуса, преобразованного 31 января 1944 года в 3-й Ленинградский артиллерийский корпус РВК. Находясь на этой должности, принимал участие в ходе Ленинградско-Новгородской и Выборгской наступательных операций. Осенью 1944 года корпус был выведен в резерв Ставки Верховного Главнокомандования, где Виктор Антонович Березовский с 3 ноября по 6 декабря временно исполнял должность командира корпуса. В январе 1945 года управление корпуса было передислоцировано на 2-й Белорусский фронт, где приняло под командование новые части, после чего принимал участие в ходе Восточно-Прусской, Восточно-Померанской и Берлинской наступательной операций, а также в освобождении Берлине.

### Послевоенная карьера
После окончания войны Березовский служил на должности заместителя командира 3-го Ленинградского артиллерийского корпуса РВК по тылу в составе Ленинградского военного округа.
В октябре 1948 года был направлен на учёбу на курсы усовершенствования офицерского состава при Военной академии тыла и снабжения имени В. М. Молотова после окончания которых в июле 1949 года вернулся на прежнюю должность в 3-й Ленинградский артиллерийский корпус РВК.
В январе 1951 года был назначен на должность заместителя командира по тылу 39-го гвардейского стрелкового корпуса (8-я гвардейская армия, Группа советских войск в Германии), в сентябре того же года — на должность начальника тыла 1-й гвардейской механизированной армии, а в апреле 1957 года — на должность начальника тыла 1-й гвардейской танковой армии.
Полковник Виктор Антонович Березовский в апреле 1958 года вышел в отставку. Умер 12 декабря 1973 года в Ленинграде. Похоронен на Всеволожском кладбище.

## Награды
- Орден Ленина;
- Четыре ордена Красного Знамени;
- Два ордена Отечественной войны 1 степени;
- Два ордена Красной Звезды;
- Медаль «За боевые заслуги»;
- Медаль «За оборону Ленинграда»;
- Медаль «За победу над Германией в Великой Отечественной войне 1941—1945 гг.»;
- Медаль «За освобождение Варшавы»;
- Медаль «За взятие Берлина».

Иностранные награды
- Крест «Virtuti Militari» 4 степени (ПНР);
- Медаль «За Одру, Нису и Балтику».